# 科隆摩尼抄本
科隆摩尼抄本，又名科隆摩尼古卷、科隆摩尼教抄本（Codex Manichaicus Coloniensis），是一部小型摩尼教羊皮纸抄本，出土于埃及莱科波利斯旧城（Lycopolis，今艾斯尤特附近），经古文字学考证可追溯到公元5世纪。抄本内容为希腊文撰写，记述了摩尼教创始人摩尼的生平事迹。科隆摩尼抄本是迄今发现的最早的希腊语摩尼教文献，以及最小的古代手抄本，仅4.5厘米长、3.8厘米宽。

## 历史
科隆摩尼抄本于1969年被发现于古莱科波利斯周边的地区，并通过开罗的古董商而为人所知。刚出土时的抄本由四块手掌大小的羊皮纸组成，残破不堪。同年，德国科隆大学古典研究所（Institut für Altertumskunde）的两位科学家阿尔伯特·亨利茨和路德维希·科农将其买下研究，几个月后，安东·法克尔曼成功在维也纳修复了抄本。1970年，科隆大学的两位科学家发表了第一篇关于抄本的报告和第一个印刷版本，“科隆摩尼抄本”的名称也由此而来。
在随后的10年中，学者对科隆摩尼抄本进行了继续的深入研究，提出了许多注释和替代解读，将一些抄本碎片成功地复原到抄本正文中，学界于1984年、1988年分别在意大利伦德和科森扎召开对抄本的专题讨论会，并在1988年发表了第二个印刷版本。

## 内容
科隆摩尼抄本以模棱两可的文字“论他身体的起源”为标题，文字中反复引用了摩尼的圣言，是摩尼的弟子汇编的诸多早期的摩尼自传资料，主要记录了摩尼以及犹太基督教一个被称为厄勒克赛的浸礼派（又译作净洗派）的故事，包括摩尼早年在教派中生活、受到神我启示、与教派决裂及开始传教的历程。抄本的希腊语带有一些翻译的痕迹，其源语言可能是东亞拉姆語或古敘利亞語。

## 延伸阅读
- The Cologne Mani Codex (P. Colon. inv. nr. 4780) "Concerning the Origin of His Body". Edited and translated by Ron Cameron and Arthur J. Dewey. Society of Biblical Literature Texts and Translations Series 15. Missoula, MT: Scholars Press, 1979. University of Cologne, Papyrus Collection
- Der Kölner Mani-Kodex （页面存档备份，存于）, University of Cologne, Papyrus Collection (（德語）)